# Librairie de l'Université de Fribourg
Librairie de l'Université de Fribourg, mai cunoscută sub acronimul LUF, a fost o librărie și editură din Elveția care a funcționat în perioada 1889-1953. A publicat cărți în limbile franceză și germană.

## Istoric
Contemporană Universității din Fribourg, fondată în 1889, librăria Universității era inițial specializată în vânzarea de lucrări academice pe care le publica. Când Walter Egloff a cumpărat-o în 1935, ea se afla pe 16 rue de Romont, într-un spațiu destul de înghesuit. Noul său proprietar a extins activitatea editorială în afara cadrului universitar.
Războiul, ocuparea Franței și sosirea a numeroși refugiați au transformat orașul Fribourg și librăria într-un centru cultural unde se întâlneau personalități precum preotul Jean de Menasce, vărul său, Georges Cattaui, Pierre Emmanuel, Charles-Albert Cingria, lingvistul Émile Benveniste, filologul Gianfranco Contini și alții. 
În această perioadă a apărut monograma „LUF”, imitând celebra „NRF” a editurii Gallimard. Această schimbare a logo-ului a coincis cu mutarea librăriei în spațiul de pe  22 rue de Romont și cu publicarea scrierilor unor autori francezi precum Paul Claudel (Présence et prophétie, La rose et le rosaire), Pierre Jean Jouve (Le Don Juan de Mozart, Le paradis perdu, Le bois des pauvres, Vers majeurs, La Vierge de Paris), Pierre Emmanuel (La colombe, Tombeau d’Orphée, Sodome). Fiecare dintre acești autori a fost invitat la Fribourg să țină o conferință; editura a publicat, de asemenea, scrierile lui Charles-François Landry (Sortilèges de Paris, în 1945, și Le Pavé de la Paris, în 1947).
LUF a publicat, de asemenea, Le Cri de la France, o colecție de antologii coordonată de Pierre Courthion din 1943, care conținea scrieri franceze clasice editate și prefațate de critici renumiți. În această colecție au apărut Discours de guerre ale generalului de Gaulle între 1944 și 1945.
Odată cu sfârșitul războiului, recuperarea pieței editoriale a lăsat să se întrevadă zile dificile pentru LUF. Începând din toamna anului 1944, Walter Egloff a organizat o filială la Paris, care a devenit în 1946 Librairie Universelle de France. În martie 1946, Walter Egloff a fondat, împreună cu Pierre Emmanuel și Pierre-Jean Jouve, o societate cu răspundere limitată, al cărei sediu era pe rue de l’Université nr. 30. Aceasta s-a confruntat curând cu protecționismul francez de după război și cu dorința editurilor franceze de a-și recupera autorii și cititorii pe care-i pierduseră în timpul războiului. Deși se instalase la Paris, LUF și-a păstrat sediul principal la Fribourg și librăria Universității. Ea a urmat un program editorial ambițios până în 1949. Declinul LUF a început în 1950, cauzat de confruntarea cu dificultăți insurmontabile. În 1953, editura a fost înlocuită cu  Editions universitaires de Fribourg, în timp ce librăria a fost achiziționată de către Antoine Dousse, care i-a schimbat numele în „Librairie Antoine Dousse”.